# Phạm Trọng Cầu
Phạm Trọng Cầu (1935-1998) là một nhạc sĩ Việt Nam nổi tiếng, tác giả ca khúc Mùa thu không trở lại và bài hát thiếu nhi Cho con. Ông còn có bút danh Phạm Trọng, được ông sử dụng tại miền Nam trước năm 1975.

## Tiểu sử & sự nghiệp
Phạm Trọng Cầu sinh ngày 25 tháng 12 năm 1935 tại Phnôm Pênh, Campuchia. Nguyên quán của ông ở Hà Nội (có tài liệu ghi là Nghệ An). Ông là con của trắc địa sư Phạm Văn Lạng và bà Đào Thị Ngọc Thư, vốn người ở Hà Nội sau đổi sang làm việc ở Campuchia. Tuy ông sống hết tuổi thơ ở đây nhưng âm nhạc Campuchia cũng không ghi dấu ấn nào trong những sáng tác của ông sau này.
Năm 1943, gia đình Phạm Trọng Cầu trở về Sài Gòn. Theo một bài viết khác thì năm 1939 cha mẹ ông bị trục xuất ra khỏi Campuchia, vì lý do chính trị. Ở Sài Gòn, mẹ ông mở nhà hàng ca nhạc mang tên Aristo. Tại đây, Phạm Trọng Cầu được tiếp xúc với những ban nhạc người Philippines và một số ca sĩ, nhạc sĩ danh tiếng Việt Nam, trong đó có Trần Văn Khê, Phạm Duy... Ông cũng được học mandolin trong một thời gian khi gia đình ông tản cư về Biên Hòa.
Sau khi Nhật đầu hàng quân Đồng Minh, gia đình ông trở lại Sài Gòn, rồi lại xuống Bến Lức, về miền Tây Nam Bộ, đến tận Vũng Liêm... Ông sống và đi học tại Vũng Liêm, tham gia đội Tuyên truyền xung phong huyện.
Năm 1948, Phạm Trọng trở lại Sài Gòn, tham gia phong trào xuống đường đấu tranh của sinh viên học sinh. Một thời gian sau, ông thoát ly và vào bộ đội tiểu đoàn 308, rồi trung đoàn Cửu Long. Sau đó ông bị thương phải cưa chân, mẹ ông đã tìm cách đưa ông vào Sài Gòn cứu chữa. Chính thời gian này ông viết ca khúc đầu tay Trường làng tôi.
Năm 1953, Phạm Trọng Cầu vào học tại trường Quốc gia Âm nhạc và Kịch nghệ Sài Gòn. Sau khi tốt nghiệp, năm 1962, ông sang Pháp thi vào Nhạc viện Paris (Conservatoire Supérieur de Musique de Paris). Và tại Paris, Pham Trọng Cầu đã viết bản Mùa thu không trở lại nổi tiếng.
Năm 1969, ông về nước giảng dạy tại trường Quốc gia Âm nhạc và Kịch nghệ Sài Gòn, tham gia các đoàn văn nghệ như Nguồn Sống, sinh viên Phật tử Vạn Hạnh... và hoạt động nội thành. Năm 1972, ông bị bắt và bị giam cho đến 1975.
Sau ngày thống nhất đất nước, Pham Trọng Cầu về công tác ở Hội Văn nghệ Thành phố Hồ Chí Minh, và là ủy viên Hội Âm nhạc thành phố. Từ năm 1976, ông đã cùng với một số nhạc sĩ khác như Trịnh Công Sơn, Trần Long Ẩn, Miên Đức Thắng, Hoàng Hiệp, Nguyễn Ngọc Thiện, Trương Thìn,... thành lập nhóm Giới thiệu sáng tác mới tại Hội Trí thức yêu nước. Có thể nói đây là nhóm giới thiệu ca khúc có tổ chức đầu tiên tại thành phố Hồ Chí Minh sau 1975.
Pham Trọng Cầu còn cùng với nhạc sĩ Nguyễn Nam (Đài Truyền hình Thành phố Hồ Chí Minh) khuấy động phong trào ca hát thiếu nhi, thành lập các nhóm hát. Bản thân ông cũng có nhiều ca khúc thiếu nhi thành công như Nhịp cầu tre, Em nhớ mãi một ngày... đặc biệt là Cho con. Tuy tốt nghiệp Nhạc viện Paris nhưng ông không có nhiều sáng tác khí nhạc, gia tài của ông chủ yếu là ca khúc.
Ông mất năm 1998 tại Thành phố Hồ Chí Minh.

## Tác phẩm
Phạm Trọng Cầu có cho phát hành 1 tuyển tập nhạc 12 bài ca quen thuộc trên đất Pháp do Nhà xuất bản Đăng Quang xuất bản tại Sài Gòn năm 1970. Dưới đây là bản danh sách một số tác phẩm của ông:
| - Ăn khế trả vàng - Bàn tay tình yêu - Biển sáng (cùng với Trịnh Công Sơn) - Buồn đôi mươi - Cho con (lời thơ Tuấn Dũng) - Cho dù năm tháng (lời thơ Hoàng Phủ Ngọc Tường) - Cho em còn yêu - Cho tôi xin bàn tay - Đà Lạt gió và mây (lời thơ Nguyễn Lương Hiệu) - Dáng xuân - Đêm lạnh - Đà Lạt gió và mây | - Em là gió mát (lời thơ Ngọc Khương) - Em mãi là 20 tuổi (lời thơ Quang Dũng) - Em nhớ mãi một ngày - Em tập đàn (lời thơ Ngọc Khương) - Gieo hương vào đời - Không nói - Lời con hỏi - Mơ ước một ngày về - Một mai tôi qua đời - Một trái tim một quê hương - Mưa Paris thu Paris - Mùa thu không trở lại - Ngày tôi gặp em | - Nhịp cầu tre - Những vì sao - Ôi ba mẹ (thơ Vân Anh) - Quê hương (thơ Giang Nam) - Tà áo trắng - Tan vỡ - Trường cũ chốn xưa - Trường làng tôi - Từng giọt yêu thương - Ước mơ hồng |